# Amaryllis Sommerer
Amaryllis Sommerer (* 19. Juli 1954 in Wien, Österreich) ist eine österreichische Autorin, die in Wien lebt.

## Leben
Sie studierte Theaterwissenschaft und war Mitglied der Theatergruppe AMOK.
Auch als Regieassistentin und Drehbuchautorin war Amaryllis Sommerer für verschiedene Film- und Fernsehproduktionen tätig.
Sie schrieb und veröffentlichte Kinderbücher, zahlreiche Kurzkrimis und Kurzgeschichten. 2008 erschien ihr Text Alle oder keiner in der Anthologie Im Kreis der Familie im S. Fischer Verlag. Ihr Beitrag  wurde für den Agatha-Christie-Krimipreis 2008 nominiert. Ihr Psychothriller Selmas Zeichen war nominiert für den Glauser 2009, Sparte Debüt. Ihr Buch Keine Wunde, nichts erreichte die Longlist für den Glauser 2011.

## Werk
Kinderbücher
- Ein ganz normaler Popcorn-Tag. Picus, Wien 1996, ISBN 978-3-85452-802-9.
- Wie Engeln Flügel wachsen. Aurum, Braunschweig 1997, ISBN 978-3-591-08408-6.
- Meine Mama ist verliebt!. Picus, Wien 1997, ISBN 978-3-85452-815-9.
- Ein pferdestarkes Mädchen!. Picus, Wien 1998, ISBN 978-3-85452-821-0.
- Lea mag den Neuen trotzdem. Picus, Wien 1999, ISBN 978-3-85452-837-1.

Romane
- Selmas Zeichen, Psychothriller. Milena, Wien 2008, ISBN 978-3-85286-168-5.
- Keine Wunde, nichts, Psychothriller. Milena, Wien 2010, ISBN 978-3-85286-195-1.
- Ulrich und seine Täter. Roman. Milena, Wien 2012, ISBN 978-3-85286-227-9.
- Wie das Leben geht. Roman. Picus, Wien 2016, ISBN 978-3-7117-5309-0.
- Lieblinge der Götter. Roman. Picus, Wien 2018, ISBN 978-3-7117-2066-5.

Beiträge, Auswahl
- 2004: Kabelfleisch, in: Tatort Wien (Milena Verlag)
- 2006: Permafrost, in: Mörderisch unterwegs (Milena Verlag)
- 2008: Alle oder keiner, in: Im Kreis der Familie (S. Fischer Verlag)
- 2008: Elsa lacht, in: grenzen.überschreiten (Andiamo Verlag)[7]